# Mariano de San José
Mariano de San José, nacido Santiago Altolaguirre Altolaguirre (Yurre, 30 de diciembre de 1857 - Villanueva del Arzobispo, 26 de julio de 1936) fue un sacerdote católico de la Orden Trinitaria, muerto por disparos de pistoleros en la zona republicana durante el inicio de la Guerra Civil Española debido a su condición de religioso. Fue beatificado el 28 de octubre de 2007 en Roma por el papa Benedicto XVI.

## Biografía

### Origen
Santiago Altolaguirre nació en el seno de una familia con valores cristianos, en la anteiglesia de Yurre (Vizcaya) el 30 de diciembre de 1857. Fue bautizado ese mismo día. Sus padres fueron Francisco Altolaguirre y Francisca Ignacia Altolaguirre. Santiago, siendo acólito en la iglesia de las Clarisas de Begoña, conoció a un trinitario que le invitó a formar parte de su Orden religiosa.

### Formación religiosa
A los 15 años de edad, Santiago emprendió el viaje a Roma para entrar en el convento de los trinitarios de San Carlo alle Quattro Fontane. Era el único convento con el que contaban los trinitarios españoles, ya que debido a la desamortización habían sido expulsados de España en el siglo XIX. En ese mismo convento, Santiago vistió el hábito blanco trinitario el 15 de octubre de 1873 y emitió sus votos simples el 31 de octubre del año siguiente, tomando el nombre de Mariano de San José.
Siempre en el convento de San Carlo, el 31 de octubre de 1877 Mariano de San José hizo su profesión solemne. Estando en Roma, estudió filosofía y teología en la Universidad Gregoriana. Ordenado sacerdote el 28 de mayo de 1880, fue trasladado al año siguiente a la recién restaurada casa de la Santísima Trinidad de Alcázar de San Juan (Ciudad Real), donde se destacó por sus habilidades como predicador.

### Cargos dentro de la Orden Trinitaria
En 1884 Mariano fue escogido para ser parte del grupo de fundadores de la nueva casa del Santuario de Nuestra Señora de la Fuensanta, en Villanueva del Arzobispo (Jaén), siendo el primer ministro (superior) en ella, cargo que ocupó solo por un año, puesto que en 1885 fue nombrado profesor de teología moral de los estudiantes trinitarios de Villanueva.
Entre 1889 y 1891 fue ministro de la casa de la Trinidad de Antequera (Málaga) y entre 1900 y 1903 de la casa de Alcázar de San Juan. Ocupó el cargo de secretario provincial de 1903 a 1906 y en tres ocasiones fue nombrado consejero provincial. Finalmente regresó a Villanueva del arzobispo, donde ocupó en dos ocasiones más el cargo de ministro.

### Apresamiento y martirio
El 22 de julio de 1936, Mariano de San José fue detenido con el resto de los miembros de la comunidad del Santuario de la Fuensanta de Villanueva. A la mañana siguiente fue separado del grupo para ser llevado de nuevo al Santuario, recibiendo palizas y maltratos dentro y fuera de la iglesia. Le torturaron cruelmente metiéndole astillas en las uñas de los pies y colgándolo con una soga, por casi media hora, en el presbiterio. Después, fue conducido de nuevo a la cárcel, a pie por un trayecto de más de tres kilómetros, en medio de una turba que le gritaba, le insultaba y le tiraba del hábito.
El 26 de julio de 1936, fue asesinado a tiros, dentro de la cárcel de Villanueva. Su cadáver fue sepultado en el cementerio municipal de Villanueva.

## Beatificación y culto
Mariano de San José fue beatificado el 28 de octubre de 2007, por el papa Benedicto XVI, en un grupo de diez trinitarios mártires, los cuales encabeza con su nombre por ser el más anciano entre ellos, contaba con 78 años cuando le martirizaron. La ceremonia de beatificación se llevó a cabo en la plaza de San Pedro de la Ciudad del Vaticano, presidida por el cardenal José Saraiva Martins, donde reconoció el martirio de un gran grupo de 497 mártires de la guerra de España del siglo XX.
En 1945 los restos mortales, que descansaban en el cementerio municipal de Villanueva, fueron exhumados y trasladados al camarín de la Virgen de la Fuensanta, donde aún reposan.